# طرطرات

أنيون الطرطرات

الطرطرات هو اسم ملح أو إستر حمض الطرطريك، وهو حمض ثنائي الكربوكسيل. يحمل أنيون الطرطرات شحنة كهربائية مقدارها -2.
توجد أملاح عديدة معروفة من الطرطرات، منها طرطرات الصوديوم والبوتاسيوم، والذي يشكل مع كبريتات النحاس الثنائي ما يعرف باسم محلول فهلنغ، وهو كاشف كيميائي يستخدم للتمييز بين أنواع السكر المختزل وغير المختزل.